# Кочновский проезд
Кочновский проезд находится в районе Аэропорт Северного административного округа города Москвы.

## История
Кочновский проезд появился в XIX веке в деревне Петровское-Зыково, которая позднее вошла в состав Москвы. Своё название получил по фамилии одного из домовладельцев.

## Расположение
Кочновский проезд начитается на перекрёстке с Планетной улицей (напротив дома № 45). Идёт на северо-восток, примерно через 370 метров поворачивает на восток и заканчивается на перекрёстке с улицей Академика Ильюшина.

## Здания и сооружения
- № 3 — учебный корпус университета «Высшая школа экономики».
- № 4 — жилой комплекс «Аэробус» (2006, архитекторы В. Плоткин, С. Гусарев, С. Успенский, Е. Кузнецова, А. Бутусов)[2]
- № 5 — корпуса Военно-воздушной инженерной академии имени Н. Е. Жуковского.

## Транспорт
Ближайшие остановки общественного транспорта — «Улица Академика Ильюшина» автобусов 22к, 105, 105к и «Улица 8-го Марта» автобусов 22, 22к, 727.
В 400 метрах восточнее Кочновского проезда расположена платформа Гражданская Рижского направления Московской железной дороги.
В 750 метрах к юго-западу от Кочновского проезда находится станция метро «Аэропорт» Замоскворецкой линии.